# صابر بوعطي
صابر بوعطي هو وزير الشباب و الرياضة التونسية في بحكومة مهدي جمعة منذ جانفي 2014. ولد يوم 21 جانفي 1971 بالمنستير. شغل بوعطي خطة قاضي برتبة مستشار بالدائرة الجنائية بالمحكمة الابتدائية بتونس وعمل عضوا بالجامعة التونسية للكينغ بوكس يونغ ونائب رئيس الجامعة التونسية للملاكمة من ماي 2009 إلى سبتمبر 2011 . كما عمل أيضا محكم بالهيئة الوطنية للتحكيم الرياضي من 2012 إلى 2007 ورئيس لجنة الإستئناف بالجامعة التونسية منذ أفريل 2012 بالإضافة إلى أنه عضو بالأكاديمية التونسية للقانون الرياضي.